# Can Vidal (Sils)
Can Vidal és una masia de Sils (Selva) inclosa a l'Inventari del Patrimoni Arquitectònic de Catalunya.

## Descripció
Es tracta d'un edifici de dues plantes amb coberta a dues vessants amb caiguda a la façana i cornisa catalana. Una part important ha estat recentment reconstruïda però la resta ha estat restaurada preservant l'estructura original. La porta principal és adovellada amb arc de mig punt, té el número 34 amb una placa al costat esquerre. Pel que fa a les obertures, les finestres de la façana principal són emmarcades amb pedra, i n'hi ha una de més petita, a la planta baixa, situada a la dreta, que està protegida per una reixa de ferro forjat. Adossat a la façana, hi ha un banc de pedra, a l'esquerra del portal d'’entrada. A l'altre banda de la porta, també asossat, hi ha un contrafort i a l'angle esquerre un altre de més modern fet de rajols. Al mur lateral dret també hi ha contraforts. El parament és de maçoneria arrebossat però alguns trams s'han deixat de pedra vista. Davant de la casa es conserva el pou, restaurat.

## Història
Surt esmentada al fogatge de l'any 1497.